# ヴァナヘイム
ヴァナヘイム（古ノルド語: Vanaheimr ヴァナヘイムル）とは、北欧神話に登場するヴァン神族の国である。

## 概要
スノッリ・ストゥルルソンの書いた『ユングリング家のサガ』によると、かつてタナクヴィースル（タナクヴィスルとも）あるいはヴァナクヴィースルと呼ばれ、スノッリの頃にタナイスと呼ばれ、黒海に流れ込む川（現在のドン川）があった。その支流の間に、ヴァナヘイムあるいはヴァナランドと呼ばれる国があったという。やがて、アジアにあった国アーサヘイムまたはアーサランド（都は「アースガルズ」）が、ヴァンの国に侵攻し、戦争が始まったとされている。
抗争は長引き、ついに和睦することとなり、両国は互いに人質を交換した。ヴァナヘイムからはニョルズ、フレイを先方へ送り出したとされている。
ヴァン神族もヴァナヘイムもやがて神話の物語から姿を消していく。ラグナロクにおいて住人や国土がどのような運命をたどったかは不明である。ただ、『古エッダ』の『ヴァフスルーズニルの言葉』第39節において、アースガルズにいるニョルズが世界の終わる時にヴァン神族のところへ帰るだろうと言及されるのみである。
住人はセックスに関しておおらかであり、近親婚も行われているとされる。しかしこうした傾向は、住人の司るのが生殖や豊穣、愛情といったものであるせいだろう。